# Petrocosmea formosa
Petrocosmea formosa är en tvåhjärtbladig växtart som beskrevs av Brian Laurence Burtt. Petrocosmea formosa ingår i släktet Petrocosmea och familjen Gesneriaceae. Inga underarter finns listade i Catalogue of Life.